# Alfonso 3.s krønike
Alfonso 3.s krønike (latin: Chronica Adefonsi tertii regis) er en krønike, som blev forfattet i den første del af det 10. århundrede efter ordre fra kong Alfonso 3. af León med det formål at vise, hvordan det visigotiske Spanien blev fortsat i det senere, middelalderlige Spanien. Med sigte på at være en fortsættelse af Isidor af Sevillas historie om goterne blev krøniken skrevet i en sen form af latin, og den opridser historien om tiden fra den visigotiske kong Wamba frem til kong Ordoño 1.s regeringstid.
Krøniken findes i to, delvis forskellige versioner: den tidligere Chronica Rotensis og den senere Chronica ad Sebastianum, som indeholder nogle ekstra detaljer, der fremmer krønikens ideologiske målsætning.

## Eksterne links
- Den latinske tekst af Chronica Rotensis Arkiveret 2. april 2010 hos  Wayback Machine
- Den latinske tekst af Chronica ad Sebastianum Arkiveret 2. april 2010 hos  Wayback Machine